# Маркер (пейнтбол)

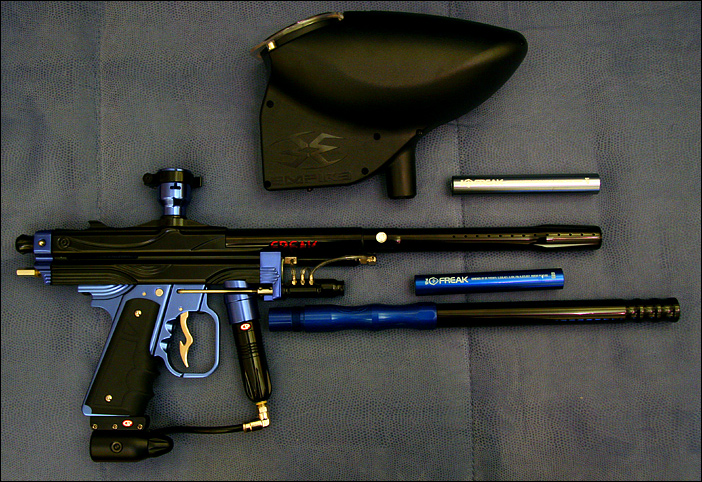
Механический полуавтоматический пейнтбольный маркер AIM Autococker, набор стволов к нему и электронный фидер Empire Reloader II

Пейнтбо́льный ма́ркер (или пейнтбольное ружьё) — основная часть снаряжения в пейнтболе, представляющая собой вариант пневматического пистолета, использующий рабочий газ (обычно сжатый воздух (азот) или углекислый газ) для стрельбы пейнтбольными шарами. Пейнтбольный маркер не является оружием. Маркер обязан названием своему первому предназначению — с помощью подобных пневматических маркеров метили деревья и скот (англ. mark — ме́тить).
Максимальная разрешённая скорость шара, выпущенного из пейнтбольного маркера, составляет 300 футов в секунду (91 м/с). Бо́льшая скорость считается небезопасной и практически повсеместно запрещена. Вследствие высоких скоростей игроки обязаны носить специальные пейнтбольные маски, как минимум защищающие лицо и уши.

## Механизмы и источники энергии
Механизм бывает:
1. механический помпового типа (взвод производится руками)
2. механический полуавтоматического типа (взвод производится газом)
3. электронные (существуют различные вариации, например электронно-пневматические).

Для хранения газа используются специальные баллоны. Углекислый газ в баллоне хранится в сжиженном виде. Атмосферный воздух хранится в сжатом виде. Баллоны бывают трёх видов. Для углекислого газа: алюминиевые, отличительная особенность от баллонов другого типа — отсутствие манометра, вследствие этого определить остаток газа в баллоне не представляется возможным, в таких баллонах газ всегда заканчивается внезапно. Два других типа баллонов используются для игры сжатым воздухом. Соответственно баллоны из алюминия и из кевлара. Основным отличием одного от другого является максимальное давление воздуха, хранимого в баллоне. Для алюминиевого 3000 psi (фунтов на квадратный дюйм), для кевларового 4500 psi. От этого напрямую зависит количество шаров, которые можно отыграть от заправки до заправки. Баллон состоит из двух частей: непосредственно колба и регулятор. Регулятор понижает давление на выходе из баллона до приемлемого для маркера. Регуляторы делятся на регуляторы низкого давления и высокого: так называемые «низкодавы» и «высокодавы». Выбор регулятора зависит от маркера на котором будет использоваться баллон.
В современных маркерах углекислый газ используется в основном в помповых маркерах и маркерах пистолетного размера. Это вызвано тем, что баллон для углекислоты может быть маленького размера. Остальные маркеры работают в основном на сжатом воздухе. Это вызвано тем, что воздушные баллоны проще обслуживать, рабочий температурный диапазон таких маркеров значительно шире, воздушные баллоны допускают самостоятельную заправку с помощью компрессора и ресивера, маркер на сжатом воздухе работает более стабильно и, при исправном механизме, исключается возможность получения травм играющими из-за превышения скорости вылета шара.

## Сферы применения
Помимо принципа действия и используемого газа маркеры для пейнтбола также разделяют по сферам применения:
Сферы применения маркеров:
1. Прокатный класс - наиболее примитивные по методу работы и наиболее надежные маркеры (Tippmann 98, BT4 Combat, Valken SW-1). Используются в индустрии коммерческого пейнтбола среди начинающих игроков пейнтбольными клубами.
2. Любительский класс - более продвинутые маркеры. Как механические, так и электронные. Наиболее популярны как личное оборудование начинающих игроков и любителей. Обладают хорошим соотношением цена / качества и улучшенными характеристиками стрельбы.
3. Спортивный класс - маркеры Hi End класса, применяемые в спортивных состязаниях по пейнтболу, в большинстве, профессиональными игроками. Обладают высокой стоимостью и крайней эффективностью работы.